# ノエイン もうひとりの君へ
『ノエイン もうひとりの君へ』（ノエイン もうひとりのきみへ）は、2005年10月11日から2006年3月31日まで放送されていた日本のSFアニメ作品。キャッチコピーは「僕の大切な人を奪いにきたのは、僕だった」。

## 作品概要
タイトルにある「ノエイン」とは、ギリシャ語で「認識」（νοειν）を表す言葉である。製作開始時の仮題は『夢幻のシャングレイズ』であった。
2005年10月から地上波テレビ局で放送された他、CS放送のキッズステーションや、バンダイチャンネル提供のストリーミング配信による全国展開もされていた（TV放送から一週遅れで一話ずつ配信）。
ノベライズ版も脚本家の浅川美也による著書でMF文庫J（メディアファクトリー発行）から出版されている。

## 演出・作画
同時期の他作品と比較してもかなりCGを多用した演出をしており、3DCGを使用した演出が多く見られ、ハルカの家をパン移動する際などの日常シーンにおいても効果的に使用されている。
毎回作画が変わるのも本作の特徴である。微妙な違いで気づきにくいものもあれば、極端に違いすぎるものもある。一例として、一部戦闘シーンにおける著しく荒々しい崩れた作画での演出や、第2話・第7話の萌え系作画などが挙げられる。

## ストーリー
無限にある時空の内の一つ、この世界から見ればなり得るかもしれない、15年後の世界の中の一つ「ラクリマ時空界」は、別の時空「シャングリラ時空界」と恒常的な闘争状態にあった。地上は荒廃し、人々は地下での生活を余儀なくされている。「竜騎兵」たちは超常的な戦闘能力をもって、シャングリラから送り込まれる兵器・遊撃艇を撃破する。しかし、ラクリマの劣勢は誰の目にも明らかだった。かくして竜騎兵に、シャングリラの侵攻を防ぐ切り札「龍のトルク」の奪取が命じられる。
現代、夏。函館に住む小学6年生上乃木ハルカは、友人たちとともに残り少ない小学生生活を満喫していた。唯一の気がかりは、中学受験を母親に強いられ、ストレスで押し潰されている幼なじみ後藤ユウのこと。そんなハルカの前に、黒いマントをまとった一団が現れる。彼ら……ラクリマから転移してきた竜騎兵たちは、ハルカを「龍のトルク」と呼んで付け狙う。その1人カラスは、他ならぬユウの15年後（ラクリマ時空界で）の姿であった。

## 登場人物

### 主要人物
上乃木ハルカ（かみのぎ ハルカ）
声 - 工藤晴香
本作の主人公。12歳。函館に住む少女で母親と二人暮らし。幼なじみのユウを気にかけている。時空に影響を与える「龍のトルク」の力を持つため、ラクリマ時空界に狙われる身となる。バロンという大型犬とトノという猫を飼っている。性格は前向きで、友達思い。類稀な芯の強さを持っている。また、虫のようなラクリマの食物も怯えつつも初見で口にし、残さず食べるなどなかなか図太い神経を持っていることもうかがえる。母親に似て何事にも動じず天然系。アイと平手で殴り合いをするなど気が強い一面も持つ。
後藤ユウ（ごとう ユウ）
声 - 瀧本富士子
昔は明るかったが、母親の強い期待のせいで暗く沈みがち。自分はおかしくなっていると思いこんでいた。その後、母とは和解するが将来に何の目標もないことに悩んだ結果、東京へ行くことを自ら選ぶ。昔、父が買ったビデオカメラを見つけて興味を持ちハルカたちと遊ぶたびに持ち歩く事になる。自分の15年後の姿であるカラスに反発していた（カラス曰く嫉妬）が、カラスが命を賭してハルカを守ろうとする姿を見続け、また彼に「お前がハルカを守れ」と託された事もあり、中盤以降は身を挺してハルカを守ろうとする姿が見られ、次第に明るい性格に戻っていった。考え事をしている時にカッターナイフで爪を削る癖がある。
カラス
声 - 中井和哉
ラクリマ時空界の竜騎兵。白い長髪の青年で、ユウの15年後の姿。そのためラクリマの自室には彼がナイフで造形したと思われる烏の像が飾られている。命令を受け「龍のトルク」を奪取するためにハルカの前に現れる。しかし、自分の知っているハルカにあまりに似ていることから命令に疑問を抱き始め、あることをきっかけに我が身が消えてもハルカを守ることを決意し、龍のトルクの力を欲するかつての仲間やノエインからハルカを守ろうとする。過去の自分であるユウが脆弱で気弱なことを腹立たしく思っていたが、彼がハルカのことを大切にしていることを悟り、次第にユウを前進させるような言葉を向けるようになる。終盤、ハルカがノエインにさらわれた後、アトリの協力を受けながらユウの後を追ってノエインの所へ行く。そこでノエインに同化されてしまうが、後に抜け出し、ユウと同化してハルカを元の時空に送り届けた後消滅する。

### 函館の住民たち

#### ハルカの友人達
藤原イサミ（ふじわら イサミ）
声 - 宮田幸季
ユウの親友でサッカー部所属。ふざけた一面もあるが友達想い。怖いものが苦手。「ありえねぇ」「ったくぅ」が口癖。両親は他界しており、祖母と兄と妹と暮らしている。雪恵に好意を寄せている。
長谷部アイ（はせべ アイ）
声 - 千葉紗子
ハルカの親友。イサミと同じくサッカー部所属。活発な性格でイサミとの口喧嘩もしょっちゅうだが、本当はイサミのことが好き。ユウについてハルカとイサミが相談しているのを目撃し、ハルカを誤解して平手での殴り合いをしたこともある。
向井ミホ（むかい ミホ）
声 - 名塚佳織
メガネをかけたハルカの親友。母親共々オカルトマニアで、不思議な現象にあうと一人興奮する。だが、さすがに竜騎兵が転移してきたときは驚いた。アトリの妹のサラに似ており、記憶を失ってからのアトリに多大な影響を与える。

#### ハルカを取り巻く人々
後藤美有樹（ごとう みゆき）
声 - 田中敦子
ユウの母親で、明日香の元同級生。38歳。ユウがストレスを感じる原因でもある。中学生の時に姉が他界している。母が自分を愛していなかったと思い込み、息子のユウを姉の代わりにしようとしていた。子供の頃に明日香と一緒に家出をしようとしたが函館山に行っただけで終わった。ある出来事をきっかけにユウを縛りつけるのをやめ、ユウに夏休みを楽しむように言う。普段は堅い性格だが酔うと驚くほど明るくなる（イサミ曰く「ありえねぇ」、ミホ曰く「ホラーね」）。
上乃木明日香（かみのぎ あすか）
声 - 岡村明美
ハルカの母親で、絵本作家。38歳。自由奔放かつぐうたらな性格で、美有樹とは昔からの親友。料理はからっきしで、よくハルカに作らせている。
二条雪恵（にじょう ゆきえ）
声 - 中原麻衣
ハルカたちのクラスの担任。24歳。生徒からの信頼が厚く、ハルカたちとは友達のように付き合う。理屈っぽいことが嫌い。黄色いランチアを駆り、ドリフトのテクニックはプロ並み。内田と初めて会ったときには対立していた。
内田涼子（うちだ りょうこ）
声 - 大原さやか
時空の歪みを調査するためにやって来た量子物理学の科学者。26歳または27歳。マジックサークルプロジェクトに疑問を抱き、中止させるべく黛を探している。トビたちとの接触によりラクリマの存在を知り、「龍のトルク」の力を持つハルカを心配すると共に、ハルカといれば黛に会えるかもしれないと思い、よくハルカの家に来る。
郡山京司（こおりやま きょうじ）
声 - 藤原啓治
警察官。39歳。内田の協力者であり運転手兼警護役。かつて、駅で同僚の警官と分かれて犯人2人組を張り込んでいたがばれてしまい、ナイフで刺された過去を持つ。その際、同僚も別の犯人によって線路に突き落され、電車に轢かれて死んでしまうが、警察がこれを事故として処理したことで組織といったものに不信感を抱いている。
黛拓也（まゆずみ たくや）
声 - 三宅健太
ハルカの父親。41歳。数年前に離婚し別々に暮らしている。ハルカとは3か月程度の間隔で交流を保つ。独特な髪型が特徴。量子物理学者で「黛理論」と呼ばれる理論を提唱した。マジックサークルプロジェクトの発案者だが、危険性を感じて離脱した。
篠原真琴（しのはら まこと）
声 - 咲野俊介
情報通信システム会社の社長。35歳。マジックサークルプロジェクトを推進している。自分以外は無能な生物と思い込んでおり、思惑通りにいかないと力ずくでねじ伏せる。プロジェクトの中止を主張する内田を邪魔者扱いする。脅迫や拳銃所持など、非合法な行いを平気で行う。後世に名を残そうとプロジェクトを強行した結果、全宇宙消滅の危機を招くことになる。最終局面においてコサギとトビの力を借りて侵入して来た内田と郡山と対峙し、郡山を拳銃で撃つ。だがその直後、マジックサークルが引き起こした時空の歪みによって現れた「撃たれなかった世界の郡山」が現れ、何が起こったか把握する間もなく郡山に殴り飛ばされる。

### ラクリマ時空界

#### 竜騎兵
フクロウ
声 - 喜安浩平
カラスの親友であるイサミの15年後の姿。左目が傷を負って失明している。カラスと戦ったとき、カラスのハルカを守るという決意が本物であることを知り協力することにしたが、その直後ノエインによって殺される。大人になっても「ありえねぇ」などの口癖を使う。また偶然遭遇した過去のイサミやアイに、仲良くするように気を使う一面も持つ。
アトリ
声 - 鈴村健一
片目（主に右目）が隠れるほど前髪が長い。22歳。気性が荒く残忍で、特にカラスのことを嫌い、なにかと対立する。ハルカを殺すためトビ・イスカと共にラクリマ時空界を裏切る。しかしラクリマからのパイプラインを外したので不安定化し、やがてデコヒーレンス状態となりカラスとフクロウの決闘に横から手を出したがカラスとフクロウの二人に負ける。その際に記憶を失って幼稚で穏やかな性格になった。その後はNPOの野鳥調査と称してトビと共にハルカの家に住む。ハルカがラクリマ時空界に転送された際に記憶を完全に取り戻すが、ミホ達を守るべくカラス達に手を貸す。本名はアルといい、ミホに似ているサラという妹がいたが、地雷で跡形も無くなり死んでしまった。ミホ・イサミ・アイらと共にシャングリラへ飛ばされる。そこで絶望の未来を見せられたミホの前に現れ、彼女を引き戻す。最終局面ではカラスをハルカらの下へ行かせるべく巨大化して囮になる。シャングリラとハルカ達の世界が繋がった際に、侵攻する遊撃艇をウロボロスの環から出さないように押さえ込んだ末に、ウロボロスの環と共に消滅する。
トビ
声 - 白石涼子
科学技術官。竜騎兵の中では最年少。紫色のおかっぱ。21歳。さりげなく毒舌をふるうこともあるが仲間は気にしていないようである。自ら戦闘に参加することはほとんどない。ラクリマ時空界を裏切ってからは弱っていくアトリを心配し、また彼の暴走を陰ながら止めようとしていた。アトリが記憶を失ってからはNPOの野鳥調査と称してアトリと共にハルカの家に住む。内田と共に研究する事もある。ハルカ達と過ごすうちに人は人とふれあい互いに認識する事で初めて意味を成す事に気付いた。最期はマジックサークルプロジェクトを止めるため篠原達のいる船に乗り込み、暴走していたマジックサークルを停止させた後消滅する。
コサギ
声 - 本田貴子
参謀的な役割の女性。24歳または25歳。性格は冷静で勝気。カラスのことが好きだが自分では気づいていない。ツンデレ系。カラスを殺そうとしていたがトビに「素直になれば」と言われカラスを見守ることに。カラスが好きなのは亡くなった兄の面影を感じるため（小説版より）。次元の収束を止めるためトビの提案でラクリマに戻り、ラクリマの量子データを破壊した。
クイナ
声 - 小山力也
竜騎兵の司令官。32歳。理由は不明だがハルカたちの時空に嫌われているらしく、転移するごとに体の一部を紛失し、機械改造によって補強している（最終的にサイボーグのような外見になる）。コサギに好意を寄せていた。自分の不幸を嘆き、ノエインに誘惑され密かにシャングリラに寝返ろうとしていた。逆算固定を使ってハルカを奪取し念願のシャングリラに行くものの、直後に体が崩壊。以前から強さを認めていたカラスを賞美し、それと比較した自分を後悔しながら消滅した。
イスカ
声 - 三宅健太
暗殺のプロ。寡黙で目元が影で隠れた大男。28歳。アトリ・トビと共にハルカを殺すためラクリマ時空界を裏切る。ハルカを捕まえ殺そうとするが、ハイサイド状態となったカラスによって殺される。根は悪人ではないようであり、ハルカを手に掛けようとしたときに躊躇していた。また（ラクリマと違って）綺麗な青空だった現代が死に場所だったことが本望だったようであり、そのことをカラスに語りながら逝った。

#### 十皇会
ゴカン
声 - 織田芙実
生き残っている3人の中では唯一の女性。
エンラ
声 - 小野大輔
常にチューブをつけており体は衰弱している。23話で吐血してショック死した。
タイザ
声 - 桐井大介
3人の中では指導的な役回り。

#### 居住区
アマミク
声 - 千葉紗子
元救済幹部委員会のメンバー。「アマミク」はその時のコードネームで正式名称はアイ=アマミク=ハセベ。15年後のアイの姿。同じ髪型をした黒髪の女性を複数、助手として従えている。
当初はハルカに対しても幻として接していたが、次第に龍のトルクが自分の知るハルカに近い事を悟る。龍のトルクたるハルカとカラスの逃亡を見逃したことにより、居住区へ追放された。後にハルカが再びラクリマへ訪れた際、彼女を匿い助言を与える。
リリ
声 - 名塚佳織
15年後のミホの娘。7歳。母親に似てオカルト好きなところがある。またお転婆で好奇心旺盛。フクロウやアマミクとも仲が良い。
ミホ
15年後のミホ。目が見えない。

### シャングリラ時空界
ノエイン
声 - 中井和哉
仮面をつけた姿なき男。その正体はラクリマともハルカ達の世界とも異なる別の時空・シャングリラにおけるユウの15年後の姿だった。当然ながら仮面の下はカラスと瓜二つ。17歳の夏、不運な事故によりハルカ達を目の前で失ったことで絶望を抱き、無限の可能性（無限の時空）を呪い、全ての時空をシャングリラに統合させるために暗躍する。時にはクイナを誘惑したり、「龍のトルク」たるハルカを守ることもあった。また、彼の特殊な力をどうやって手に入れたかは謎である。「龍のトルク（=ハルカ）」と同化し「龍のトルク」の力を得た後、次元の収束を後一歩の所まで進めるが、函館とラクリマとシャングリラで同時に次元の収束を止められ失敗に終わる。「認識」という意味の名を持つ彼であったが、最後は誰にも認識されず消滅してしまう。その崩れ落ちた床に残ったのは仮面のみだった。
シャングリラ人
シャングリラ時空界で生きることの苦しみから逃げ出し、認識することを止めた者達の成れの果て。白いタツノオトシゴのフォルムにミジンコのような手がある。左腹部に覗き穴があり、そこから目が確認できる。ノエインに取り込まれている。シャングリラの函館侵略と同時にハルカと接触する。ノエインの消滅後、再び未来を選択することを選んだ。
遊撃艇
シャングリラ時空界の空中兵器。主に別次元への侵略、統合をするために創られた。観音像のような姿をしている。意思を持つかのように物体を認識したり、脱皮して二足歩行したりする。破壊されると、顔の部分が苦痛の表情を浮かべ、異様な音をたてながら崩壊する。

### その他
前田あや（まえだ あや）
声 - 本多陽子
ハルカの東京の頃の友達。ハルカの一番の友達でハルカが引っ越してから何度か手紙のやり取りをしていたが、次第に途絶え、その後ハルカのことさえも忘れてしまう。
時の放浪者
声 - 宮田光
様々な時空を旅するもの。いつも麦わら帽子を深く被っていて左目の方だけが破れて見える。ハルカにいろいろな助言をするがハルカ以外には見えない。正体はウロボロス＝時空の意思。

## 作中における時空の概念
本作では「ハルカたちがいる現代」、「ラクリマ時空界」、「シャングリラ時空界」の3つの時空が確認できる。しかしラクリマ、シャングリラはあくまで「可能性の1つ」という未来であるため、必ずしも現代からの直接的な未来とは限らない。この概念ついて作中では、ラクリマのアマミクがハルカに「無数の並行世界にあなた（ハルカ）が存在し、そのうちの一人が消滅しても他の時空にあまり影響は無い」ということを説いたり、内田が郡山に「サイコロで1がでたなら2や3が出た世界がある可能性の世界」と説明している。

## 用語
ラクリマ時空界
15年後の未来の1つ。量子革命が起こり全ての存在が不安定になっている（その時空の人間はハルカ達〈=擬似観測者〉のおかげでかろうじて安定している）。今は函館の地下に住んでいる。ラクリマ時空界の一般人は地下（スラム）で暮らしており、龍騎兵や十皇会はさらにその地下にいる。なお、地上は荒廃し、時折侵攻してくるシャングリラの遊撃艇と竜騎兵が戦いを繰り広げる場となっている。
竜騎兵
黒いマントを身に纏ったラクリマの戦闘集団。メンバーの名前はコードネーム。全て鳥類の名前で構成されている。十皇会からは「鳥」と呼ばれている。量子的改造（アトリ曰くかなり苦痛を伴う）を施されており、戦闘体勢に入って能力を発動する際には、異形の器官（形状は各自で異なる）が背中から露出する。
ハルカ達の世界へ時空転移する際は腰のコネクタにパイプラインを接続して移動する。このパイプラインはラクリマと竜騎兵を繋ぐ命綱であり、このおかげで存在を安定させられる。一方、パイプラインを転移先で外すと、弱体化、拒否反応の危険性はあるものの、ラクリマから位置を追跡されず、強制転送もされなくなるため、裏切り者は故意に外した。第1話で時空転移した直後に死亡した龍騎兵もいた。
十皇会から「龍のトルク」を奪取するよう命令されるが、全員それぞれの理由で裏切り、最期はコサギ以外全員消滅する（コサギのみ消滅したシーンはない）。
十皇会
ラクリマ時空界における優秀な人材を集めた司令部。結成から10年経つが、現在は3人しか生き残っていない。
シャングリラ時空界
15年後の未来の1つ。全てが幻でできている草原が覆う世界。シャングリラとは桃源郷をサンスクリット語読みしたもので、理想郷という意味。ノエインの意思により他の時空と同化しようと侵食を続けている。
レイズ
時間と空間を司り、すべての物質を構成する最小の素粒子。ハルカ達のいる時代ではθ素粒子と呼称され、あくまで理論上の存在でまだ発見されていなかった。
龍のトルク
高密度レイズ素粒子集合体。ハルカの首に現れる金色の首輪であり、時空と次元に影響を与える力を持つ。単にハルカのことを指して呼ぶことも。
絶対臨界計画阻止委員会
略称「絶臨」。時空が歪むことによって生じる「絶対臨界」を阻止するために作られた政府組織。しかし実際は発言力が小さく、プロジェクトを強行的に行なう篠原によって、意見はほぼ黙殺されてしまっている。
マジックサークルプロジェクト
量子テレポーテーションの原理を応用し、大量の情報を転送するシステムを開発するプロジェクト。産業革命を凌ぐ変革が起こると期待されているが、全宇宙が消滅するという極めて危険な可能性も危惧されている。

## スタッフ
- 原作 - 赤根和樹[3]、サテライト[3]
- 監督 - 赤根和樹[3]
- 副監督 - 安田賢司
- シリーズ構成 - 赤根和樹、大野木寛
- キャラクターデザイン - 岸田隆宏[3]
- オブジェデザイン - 竹谷隆之
- コンセプトデザイン - 石垣純哉、高倉武史
- 美術監督 - 佐藤豪志
- 色彩設計 - 中山久美子
- 撮影監督 - 植田真樹
- 編集 - 竹内康晃
- 音楽 - 七瀬光
- 音響監督 - 明田川仁
- プロデューサー - 山森篤、川村仁、葛西励
- アニメーション制作 - サテライト[3]
- 製作 - ノエイン製作委員会（メディアファクトリー、東芝エンタテインメント）

## 主題歌
オープニングテーマ「Idea」
作詞 - riya / 作曲・編曲 - 菊地創 / 歌 - eufonius
エンディングテーマ「夜明けの足音」
作詞 - 稲葉エミ / 作曲・編曲 - セキタヒロシ / 歌 - solua

## 各話リスト
すべてカタカナ表記なのは、外来語に見せるため。
| 話数 | サブタイトル   | 脚本              | 絵コンテ                    | 演出                                     | 作画監督                                                                    |
| ---- | -------------- | ----------------- | --------------------------- | ---------------------------------------- | --------------------------------------------------------------------------- |
| 1    | アオイユキ     | 赤根和樹          | 赤根和樹                    | 安田賢司                                 | 中屋了                                                                      |
| 2    | イエデ         | 赤根和樹          | 安田賢司                    | 土屋浩幸 安田賢司                        | 石川健介                                                                    |
| 3    | オワレテ…      | 北嶋博明          | 松村やすひろ こでらかつゆき | 松田清                                   | 奥田淳                                                                      |
| 4    | トモダチ       | 佐藤和治          | もりたけし                  | 堀内直樹                                 | 寺沢伸介、外崎春雄 関口雅弘、高田晃 小林ゆかり、川口弘明 長坂寛治、明珍宇作 |
| 5    | ソレカラ…      | 大野木寛          | 須永司                      | 榎本守                                   | 小美野雅彦、見嶋梨香                                                        |
| 6    | ナミダノジクウ | 北嶋博明          | 田中孝行                    | 田中孝行                                 | 中屋了、小美野雅彦 相馬充、高田晃 見嶋梨香                                  |
| 7    | タイセツナヒト | 北嶋博明          | 安田賢司                    | 松田清                                   | 石川健介                                                                    |
| 8    | カクシゴト     | 浅川美也          | こでらかつゆき              | 畠山茂樹                                 | 今里佳子                                                                    |
| 9    | トキヲコエテ   | 浅川美也          | 若林厚史                    | 横山広行                                 | 青木真理子                                                                  |
| 10   | アラシノヨル   | 佐藤和治          | 黒津安明 若林厚史           | 榎本守                                   | 鷲田敏称、小林利充                                                          |
| 11   | スレチガイ     | 大野木寛          | 田中孝行                    | 安田賢司                                 | 関口雅浩（レイアウト作監） 奥田佳子（原画作監）                             |
| 12   | タタカイ       | 佐藤和治          | 古橋一浩                    | 田中孝行                                 | 大久保宏、松本憲生                                                          |
| 13   | ネガイ         | 北嶋博明          | 若林厚司                    | 松田清                                   | 小美野雅彦、見嶋梨香                                                        |
| 14   | キオク         | 浅川美也          | 須永司                      | 柳瀬雄之                                 | 青木真理子                                                                  |
| 15   | シャングリラ   | 大野木寛          | 須永司                      | 菊地康仁                                 | 高橋裕一                                                                    |
| 16   | クリカエシ     | 赤根和樹          | 赤根和樹                    | 榎本守                                   | 岸田隆宏、仁保知行 りょーちも                                               |
| 17   | マヨイ         | 浅川美也          | 鹿島典夫                    | 鹿島典夫                                 | 藤川太                                                                      |
| 18   | ワルイユメ     | 北嶋博明          | 須永司                      | 安田賢司                                 | 関口雅浩、見嶋梨佳                                                          |
| 19   | オモイデ       | 大野木寛          | 田中孝行 安田賢司           | 田中孝行                                 | 中屋了、山崎秀樹                                                            |
| 20   | モウイチド…    | 佐藤和治          | 黒森鷹治                    | 榎本守                                   | 小美野雅彦                                                                  |
| 21   | マボロシ       | 浅川美也          | 森田宏幸                    | 松田清                                   | 高田晃                                                                      |
| 22   | ミライヘ…      | 佐藤和治          | 渡辺信一郎                  | 菊地康仁                                 | うつのみや理、高橋裕一 入江篤                                               |
| 23   | オワリ         | 大野木寛          | 安田賢司 田中孝行           | 鹿島典夫                                 | 結城信輝                                                                    |
| 24   | ハジマリ       | 赤根和樹 大野木寛 | 赤根和樹 安田賢司 田中孝行  | 赤根和樹 安田賢司 田中孝行 松田清 榎本守 | 関口雅浩（パート作画監督）                                                  |

## 放送局
| 放送地域 | 放送局             | 放送期間                       | 放送日時                 | 放送系列       |
| -------- | ------------------ | ------------------------------ | ------------------------ | -------------- |
| 千葉県   | ちばテレビ         | 2005年10月11日 - 2006年3月31日 | 火曜 25時30分 - 26時00分 | 独立UHF局      |
| 愛知県   | テレビ愛知         | 2005年10月11日 - 2006年3月31日 | 火曜 27時58分 - 28時28分 | テレビ東京系列 |
| 神奈川県 | tvk                | 2005年10月13日 - 2006年4月2日  | 木曜 25時15分 - 25時45分 | 独立UHF局      |
| 兵庫県   | サンテレビ         | 2005年10月13日 - 2006年4月2日  | 木曜 26時05分 - 26時35分 | 独立UHF局      |
| 日本全域 | キッズステーション | 2005年10月14日 - 2006年4月3日  | 金曜 24時00分 - 24時30分 | CS放送         |
| 埼玉県   | テレビ埼玉         | 2005年10月14日 - 2006年4月3日  | 金曜 26時00分 - 26時30分 | 独立UHF局      |

## 最終回の放送素材問題
通常、深夜アニメ番組はローカル編成（放送局ごとに時間帯が異なる）であるが、放送する映像素材は同一の物を使用することが多い。それ自体はアニメに限ったことではなく、一般的な番組配給の手法であるが、アニメ番組はその映像形態の特性上、特にその傾向が強い。また、深夜アニメでは放送局が配給に携わらないケースが多く、作品によっては制作会社がコマーシャルまで入れて、そのまま放送できる状態にして放送局へ素材を渡す場合もあるほどである。
しかし、本作の最終回では、放送局によって異なる素材が使用された。
具体的には、千葉テレビ、テレビ愛知、tvk、キッズステーションで放映されたもの（ここでは「修正前」と表記する）と、サンテレビ、テレビ埼玉で放映されたもの（同「修正後」）の2つに分かれることになる。なお、キッズステーションについては、再放送時には修正後のものが放送された。「修正後」のバージョンでは、「修正前」に比べて一部の作画が直されてクオリティが上がった他、「修正前」にはないカットが追加されるといった措置があった。
中でも、主要登場人物の家族の絵が「修正後」版で初めて登場した点が、最も重要な変更点といえる。なお、1週遅れのネット配信では「修正後」のものが配信されたので、「修正前」版の放映地域でも見ることができた。
通常、こうした修正はテレビ放送時に間に合わずにDVD発売時に行われるものであり、各局番組ネットの段階で途中から差し替えられるのは珍しい（『ノエイン』と同時期に放映終了した『舞-乙HiME』、2006年7月より放映された『まもって!ロリポップ』、2013年に放映された『進撃の巨人』第5話において同様の事例が確認されている）。過去には、TBSの『ヒートガイジェイ』が約3か月遅れてBS-iで放送された際に大幅に作画が修正されていた例などがあるが、この時は『ノエイン』と比べて放送時期の差に開きがあった。
比較的近い例としては、『ニニンがシノブ伝』の第1話において、先行した中部日本放送のみオープニングを未完成のまま放送したことがある。
- 修正前と修正後の変更点の一例
  - アトリの妹のサラが修正後では声だけでなく姿も登場する。
  - 15年後のミホが登場するシーンで、修正後の方が修正前よりもミホの目が盲目であることを強調して描かれている。
  - ノエインがシャングリラ人を追い払おうとするシーンで、修正前は地面などが真っ白で雑な感じだったが、修正後は地面もきちんと描かれている。
  - ノエインが消滅する際、修正前は跡形もなく全て消えたが、修正後では仮面のみが残る形に変更された。
  - 修正前は「俺は誰れだ」、修正後は「観測者は誰れだ」というように文字が異なっている場面がある。

## ノベライズ版
全2巻。内容は本編とほぼ同じだがハルカの視点から見たものなので、ハルカがいない所での話は書かれていない。
- 著者：浅川美也、原作：赤根和樹/サテライト、イラスト：松本文男/りょーちも
  - ノエイン もうひとりの君へ (1) ISBN 4-8401-1507-9
  - ノエイン もうひとりの君へ (2) ISBN 4-8401-1536-2

## ラジオ
『ノエインステーション ネットの向こうの君へ』
- 配信サイト：メディファクラジオ、TE-A room
- 配信期間：2005年10月 - 2006年9月
- パーソナリティ：工藤晴香、名塚佳織